# دانیلا ویس
دانیلا وایس (عبری: דניאלה וייס؛ زادهٔ ۳۰ اوت ۱۹۴۵) یک صهیونیست ارتدکس اسرائیلی راست تندرو، بنیانگذار نحالا، یک سازمان شهرک‌سازی اسرائیلی، و شهردار سابق قدومیم، یک شهرک اسرائیلی واقع در کرانه باختری است. او برای اولین بار در سپتامبر ۱۹۹۶ به عنوان شهردار قدومیم انتخاب شد و برای دومین دوره از نوامبر ۲۰۰۱ تا ۲۰۰۷ مجدداً انتخاب شد. سازمان وایس، نحالا، حداقل در یک قتل دست داشته است. او در ژوئن ۲۰۲۴ به دلیل خشونت علیه غیرنظامیان در کرانه باختری توسط کانادا تحریم شد.

## اوایل زندگی
دانیلا وایس در سال ۱۹۴۵ در بنی براک، فلسطین تحت قیمومت بریتانیا به دنیا آمد. پدرش اهل ایالات متحده و مادرش در لهستان به دنیا آمد و از یک سالگی در فلسطین بزرگ شد. هر دوی آنها مهاجران یهودی بودند و عضو لهی، یک سازمان تروریستی شبه‌نظامی صهیونیستی، بودند و در فعالیت‌های زیرزمینی شرکت داشتند. او در یک دبیرستان مذهبی در رمت گن تحصیل کرد و به عنوان بخشی از برنامه آتودا تحصیل کرد. او در دانشگاه بار-ایلان در رشته‌های ادبیات انگلیسی و فلسفه تحصیل کرد.

## شغل
وایس از دهه ۱۹۷۰ چهره‌ای برجسته در جنبش شهرک‌سازی گوش امونیم بوده و در تأسیس بسیاری از شهرک‌های جدید در کرانه باختری فعال بوده است.
وایس دبیرکل گوش امونیم شد. در مه ۱۹۸۷، پس از کشته شدن عوفرا موزس، یک شهرک‌نشین یهودی، در حمله با بمب آتش‌زای فلسطینی، وایس گروهی از افراد خودسر را در یک حمله تیراندازی و سنگ‌پرانی در شهر فلسطینی قلقیلیه رهبری کرد. او به پرداخت ۲۵۰۰ شِکِل جریمه و به شش ماه حبس تعلیقی محکوم شد.
وایس بین سال‌های ۱۹۹۶ تا ۲۰۰۷ به عنوان شهردار قدومیم خدمت کرد. در سال ۲۰۱۰، او جنبش شهرک‌سازی نحالا را تأسیس کرد که هدف آن اسکان و ایجاد جوامع یهودی در کرانه باختری است. او به عنوان مدیر آن خدمت می‌کند.
در اوایل سال ۲۰۲۳، وایس از نخست‌وزیر بنیامین نتانیاهو خواست تا در پاسخ به اعتراضات، برنامه اصلاحات قضایی را متوقف نکند و ادعا کرد که دادگاه عالی اسرائیل در تلاش برای از بین بردن عنصر ملی و یهودی اسرائیل است و باید متوقف شود.
در نوامبر ۲۰۲۴، در جریان تهاجم اسرائیل به نوار غزه، سربازان ارتش اسرائیل برخلاف دستورات منع ورود غیرنظامیان و الزام به ثبت ورود، به وایس اجازه دادند تا مکان‌های بالقوه شهرک‌سازی در شمال غزه، از جمله نتزاریم، را بررسی کند. وایس اظهار داشت که صدها شهرک‌نشین را سازماندهی کرده است که آماده ورود قریب‌الوقوع هستند و اخراج آنها را برای مقامات دشوار می‌کند. پس از گزارشی توسط کان نیوز، ارتش اسرائیل اعلام کرد که در حال بررسی این حادثه است.
در مارس ۲۰۲۵، وایس توسط اساتید اسرائیلی، آموس آزاریا و شالوم سادیک از دانشگاه آریل و دانشگاه بن گوریون، برای جایزه صلح نوبل ۲۰۲۵ نامزد شد. آنها اظهار داشتند که او در «تلاش‌های ده‌ها ساله در تقویت جوامع یهودی و ارتقای ثبات منطقه‌ای» مشارکت داشته است. این نامزدی با محکومیت گسترده کاربران رسانه‌های اجتماعی روبرو شده است.

## بازدیدها

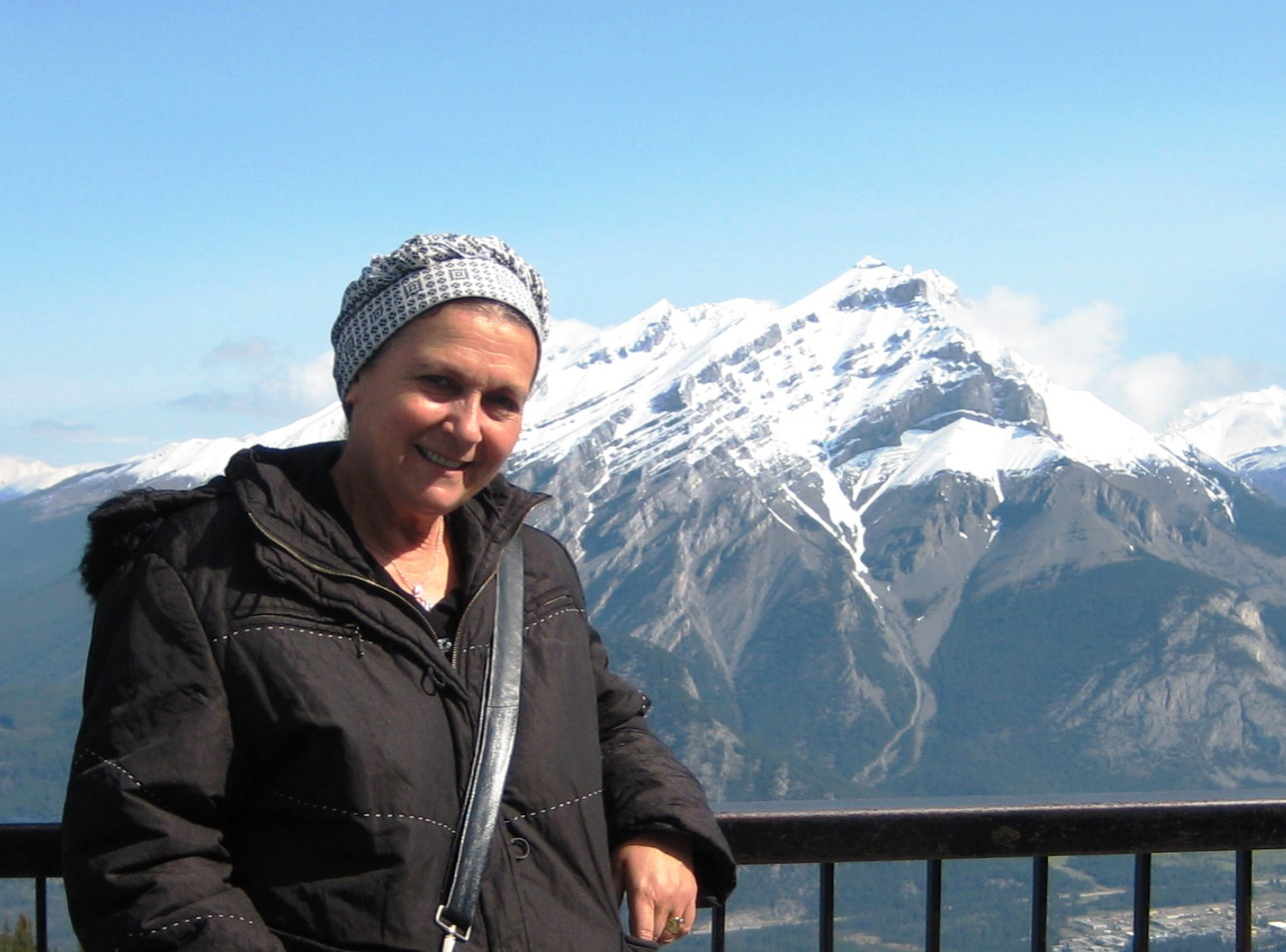
دانیلا وایس در سال ۲۰۱۱

وایس علیه یک خاخام که ادعا می‌کرد یک زن نمی‌تواند برای دبیرکلی یک یه‌شو (شهرک) نامزد شود زیرا اختلاط مردان و زنان نامناسب است و در عوض باید از طریق همسرانشان تغییر ایجاد کنند، سخنرانی کرد. وایس تأکید کرد که پیامبران زن یهودی پیشین و کسانی که مناصب مهمی در تاریخ یهود داشته‌اند، وجود داشته‌اند.
وایس سیاست مسئولیت متقابل را رد می‌کند و می‌گوید که این سیاست شهرک‌نشینان را از مهم‌ترین وظیفه‌شان - برپایی کاروان‌ها و چادرهای بیشتر برای ادعای تپه‌های بیشتر در «سامریه» (کرانه باختری) - منحرف کرده است. او اظهار داشته است که تنها اقدام «مسئولیت متقابل» قابل قبول برای او، ایجاد یک پاسگاه جدید در پاسخ به هر پاسگاهی است که توسط مقامات اسرائیلی تخریب شده است.
وایس در مصاحبه‌ای در سال ۲۰۲۳ با نیویورکر گفت که اعراب «حق رای دادن برای کنست را از دست دادند. آنها هرگز این حق را به دست نخواهند آورد» و وقتی از او پرسیده شد که در مورد مرگ کودکان فلسطینی چه احساسی دارد، پاسخ داد که «کودکان من بر کودکان دشمن مقدم هستند، ختم کلام.» وایس دربارهٔ انگیزه اسرائیل برای شهرک‌سازی در سرزمین یهودیان گفت: «در اسرائیل، حمایت زیادی از شهرک‌ها وجود دارد و به همین دلیل است که سال‌هاست دولت‌های راست‌گرا وجود داشته‌اند. جهان، به ویژه ایالات متحده، فکر می‌کند که گزینه‌ای برای یک دولت فلسطینی وجود دارد و اگر ما به ساختن جوامع ادامه دهیم، آنگاه گزینه تشکیل دولت فلسطینی را مسدود می‌کنیم. ما می‌خواهیم گزینه تشکیل دولت فلسطینی را ببندیم و جهان می‌خواهد این گزینه باز بماند. درک آن بسیار ساده است.»
او در مصاحبه‌ای در سال ۲۰۲۴ با سی‌ان‌ان، اعتقادات خود را تکرار کرد و اظهار داشت که معتقد است «هیچ عربی، من در مورد بیش از دو میلیون عرب صحبت می‌کنم. آنها آنجا نخواهند ماند… ما یهودیان در غزه خواهیم بود.» وقتی از او پرسیده شد که آیا این به نظر او پاکسازی قومی می‌رسد، وایس پاسخ داد که «اعراب می‌خواهند دولت اسرائیل را نابود کنند، بنابراین شما می‌توانید آنها را هیولا بنامید. شما می‌توانید آن را پاکسازی یهودیان بنامید. ما با آنها این کار را نمی‌کنیم؛ آنها با ما این کار را می‌کنند.» او همچنین به فایننشال تایمز گفت: «همه اعراب از غزه خارج خواهند شد و غزه یک منطقه یهودی خواهد بود. بگذارید به آفریقا، ترکیه یا اسکاتلند بروند. وقتی آنها در یک مکان متراکم نباشند، شاید بهتر باشند.»

## مسائل حقوقی
در ژانویه ۱۹۸۹، پس از قتل یک راننده تاکسی در تقاطع یاکیر در کرانه باختری، این تقاطع به عنوان یک منطقه نظامی بسته اعلام شد تا از اعتراض فعالان جلوگیری شود. وایس و دیگران این دستور را نقض کرده و برای اعتراض وارد منطقه شدند. او در دسامبر ۱۹۹۳ به جرم ورود به منطقه نظامی بسته مجرم شناخته شد و به عنوان بخشی از توافقنامه تخفیف مجازات جریمه شد.
در ژوئن ۲۰۰۷، وایس به اتهام ممانعت از انجام وظیفه یک افسر پلیس و حمله به یک افسر پلیس متهم شد. او به ۵ ماه حبس تعلیقی محکوم شد.
در ۳ اکتبر ۲۰۰۸، او دستگیر و به اتهام حمله به یک افسر پلیس، مداخله در تحقیقات پلیس و ممانعت از انجام وظیفه یک افسر پلیس متهم شد. او در ۶ اکتبر ۲۰۰۸ تا زمان محاکمه از حبس خانگی آزاد شد.
در دسامبر ۲۰۰۸، وایس به همراه حدود ۱۱ فعال دیگر در الخلیل توسط پلیس به ظن راهپیمایی به سمت نوار غزه و شهرک سابق گوش کاتیف دستگیر شدند. دادگاه دستور آزادی وایس و دیگران را صادر کرد و مدعی شد که این دستگیری‌ها نشان دهنده فرا رسیدن روزهای تاریک در اسرائیل است.
در مه ۲۰۰۹، پلیس اسرائیل یک خودرو را که احتمالاً حامل آتش‌افروزان بود تعقیب کرد و آن را رها شده در مقابل خانه وایس یافت. وایس بیرون آمد و شروع به لمس چندباره خودرو کرد و هنگامی که افسران قصد دستگیری او را به دلیل ممانعت داشتند، زیر یک خودروی پارک شده دیگر دراز کشید. وقتی او را از زیر خودرو بیرون کشیدند، شروع به لگد زدن و ضربه زدن به افسر کرد و به همین دلیل وایس به اتهام حمله به یک افسر پلیس و ممانعت از تحقیقات دستگیر شد. او به دو روز حبس خانگی محکوم شد.
در ژوئن ۲۰۲۴، کانادا وایس و جنبش آمانا را «به دلیل نقش آنها در تسهیل، حمایت یا مشارکت مالی در اقدامات خشونت‌آمیز … علیه غیرنظامیان فلسطینی و دارایی‌های آنها» تحریم کرد.

## زندگی شخصی
وایس با آمنون وایس ازدواج کرده است. او و همسرش دو دختر دارند. در سال ۲۰۰۲، همسر و بستگان همسر دختر وایس در جریان حمله به شهرک الون موره در کرانه باختری کشته شدند. دختر و نوه وایس با پنهان شدن زیر یک میز و فرار از خانه از این حمله جان سالم به در بردند.
وایس و همسرش مالک مقدار زیادی املاک و مستغلات در تل‌آویو و کرانه باختری هستند، مانند ساختمانی در میدان مدینه و کارخانه‌ای برای تولید جواهرات طلا. در سال ۲۰۱۰، اعلام شد که ساختمانی متعلق به او در خیابان بیالیک در تل‌آویو تخریب خواهد شد که منجر به اختلاف بر سر حفظ ساختمان‌ها در آن منطقه شد.